# Бейкер, Сара Марта
Сара Марта Бейкер (англ. Sarah Martha Baker; 4 июня 1887 — май 1917) — британский ботаник и эколог, известная исследованиями бурых водорослей.

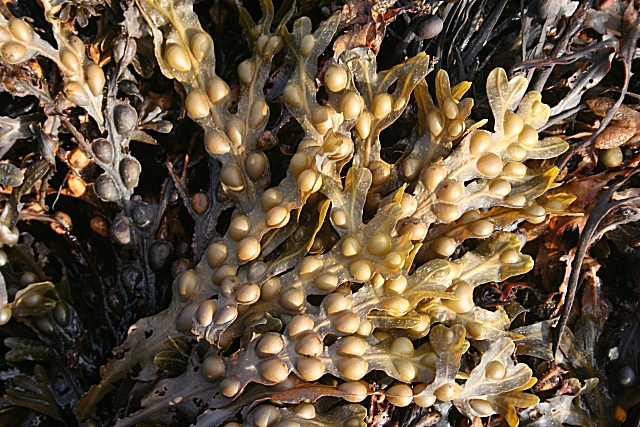
"Fucus vesiculosus", один из видов водорослей, которые изучала Сара Бейкер

## Биография
Родилась 4 июня 1887 года в Лондоне в семье квакеров Марты Брэйтвейт и Джорджа Самуэля Бейкеров. Помимо Сары в семье было двое младших ребят - Джордж и Биван. Кроме семейного дома в Лондоне семья Бейкеров имела домик в графстве Эссекс на острове "Mersea". Именно там Сара впервые заинтересовалась водоросли. Она интересовалась растениями и цветами с раннего возраста. Также ее интересовало искусство и она некоторое время училась в школе искусств Slade School of Art" прежде чем полностью отдаться науке. Однако изучение искусства поспособствовало тому, что она никогда не создавала ботанические иллюстрации низкого качества.
В 1906 году Сара Бейкер начала обучение в Университетском колледже Лондона, где одним из ее учителей был химик сэр Уильям Рамзай. В 1909 году она получила степень бакалавра с отличием первого класса. После кратковременного пребывания в Мюнхене в 1910 году Сара вернулась в Лондон изучать ботаническую химию. Ее характеризовали как энергичную и очень трудолюбивую исследовательницу.
В 1912 году она получила стипендию Ричарда Квайна по ботанике и возможность прочитать курс лекций в Университетском колледже Лондона. Это было важное достижение для женщины по стандартам начала XX века. Университетский колледж был первым академическим заведением в Великобритании, где признавали студентов-женщин, и кафедра ботаники под руководством профессора Фрэнсиса Уолла Оливера была достаточно прогрессивной. В 1913 году Бейкер получила степень доктора наук за исследование влияния формальдегида на живые растения, а в 1914 ее избрали членом Лондонского Линнеевского общества. В 1916 году она была избрана в Совет Британского экологического общества.
Исследования Бейкера пришлись на эпоху становления экологии как науки, когда ученые начали переходить от описательных методов к экспериментальным. Сара Бейкер была не была единственной, которая считала, что берег моря дает хорошие возможности для экологических исследований. Она работала над изучением зонирования морских водорослей, исследовала тенденцию разрастания различных типов водорослей на разных расстояниях от уровня притока. Когда она начала изучать влияние формальдегида на живые растения, её экспериментальные методы стали сложнее и совершеннее. Она продолжала изучать фотосинтез и намеревалась сделать больше в этой области, но умерла в молодом возрасте.
Умерла 29 мая 1917 года, незадолго до ее 30-летия. В "The Times" утверждали, что "ее смерть была связана с переутомлением". Премия памяти Сары Марты Бейкер была введена в Университетском колледже Лондона в 1919 году.

## Отдельные публикации
- 1909 A theory regarding the configuration of certain unsaturated compounds; and its application to the metallic ammines and the cinnamic acids.", "Journal of the Chemical Society Transactions", Volume 95
- 1909 "On the causes of the Zoning of Brown Seaweeds on the Sea Shore." "New Phytologist", Vol 8, 196 Архивная копия от 26 февраля 2018 на Wayback Machine
- 1910 "On the causes of the Zoning of Brown Seaweeds on the Sea Shore." Pt. 2. The effect of Periodic Exposure on the Expulsion of Gametes and on the Germination of the Oospore." "New Phytologist" Vol 9, 54 Архивная копия от 26 февраля 2018 на Wayback Machine
- 1911 "On the Brown Seaweeds of the Salt Marsh." "Journal of the Linnean Society of London, Botany 1911-12", Vol 40, p. 276.
- 1913 " Note on a new treatment for Silver Leaf Disease in Fruit Trees." "Annals of Botany", 27, 172.
- 1913 "Quantitative Experiments on the Effect of Formaldehyde on Living Plants" "Annals of Botany", 27, 410. Архивная копия от 3 июня 2016 на Wayback Machine
- 1915 "Liquid Pressure Theory of Ascent of Sap in Plants." British Association. Manchester,
- 1916 In co-operation with Maude H. Bohling. "On the Brown Seaweeds of the Salt Marsh. Part II. Their Systematic Relationships, Morphology, and Ecology.", "Journal of the Linnean Society of London, Botany" Vol. 43, 325.
- 1917 Chapter on "Vegetable Dyes" in "The Exploitation of Plants" by Oliver FW, Dent and Sons